# Croton stenophyllus
Pour Croton stenophyllus var. rosmarinifolius, Müll.Arg., 1865, voir Croton sagraeanus.
Espèce
Croton stenophyllus est une espèce de plantes à fleurs du genre Croton et de la famille des Euphorbiaceae, présente au centre et à l'est de Cuba.

## Synonymes
- Croton litoralis, Urb., 1902
- Croton litoralis subsp. rugelianus, (Urb.) Borhidi & O.Muñiz, 1975
- Croton litoralis var. rugelianus, Urb., 1902
- Croton rugelianus, (Urb.) Urb., 1914
- Croton sabanensis, Urb., 1914
- Croton stenophyllus var. acutifolius, Müll.Arg., 1865
- Croton stenophyllus var. brevifolius, Müll.Arg., 1865
- Croton stenophyllus var. longifolius, Kitanov, 1979
- Croton tenuiramis, Urb., 1914
- Oxydectes stenophylla, (Griseb.) Kuntze